# 弦巻裕
弦巻 裕（つるまき ゆたか、1950年 - ）は、日本の録音技師。日本映画大学教授。株式会社サウンドデザインユルタ代表取締役。

## 来歴
新潟県生まれ。法政大学映画研究会所属時に助監督を務め、卒業後東京テレビセンターに勤務。フリーの録音技師として活躍している。2004年、映画『誰も知らない』で毎日映画コンクール録音賞を受賞した。

## 主な作品

### 映画
| 公開年 | 作品名                                             | 監督       | 制作（配給）                    |
| ------ | -------------------------------------------------- | ---------- | ------------------------------- |
| 1979年 | 不安な質問                                         | 松川八洲雄 | たまごの会映画委員会            |
| 1982年 | シブがき隊 ボーイズ&ガールズ（録音助手）           | 森田芳光   | 東映                            |
| 1986年 | ビリィ・ザ・ギッドの新しい夜明け                   | 山川直人   | パルコ                          |
| 1988年 | ロックよ、静かに流れよ                             | 長崎俊一   | 東宝                            |
| 1988年 | 不可思議物語4 ワン・ステップ・ビヨンド             | 山川直人   | パル企画                        |
| 1988年 | 不可思議物語8 猫はよく朝方帰ってくる               | 山川直人   | パル企画                        |
| 1988年 | SO WHAT                                            | 山川直人   | 松竹                            |
| 1988年 | 妖女の時代                                         | 長崎俊一   | 東宝                            |
| 1988年 | ふ・し・ぎ・なBABY                                 | 根元順善   | 東宝                            |
| 1990年 | 天と地と（録音助手）                               | 角川春樹   | 東映                            |
| 1991年 | 幕末純情伝                                         | 薬師寺光幸 | 松竹                            |
| 1991年 | ワールド・アパートメント・ホラー                   | 大友克洋   | エンボディメント・フィルムズ    |
| 1994年 | ティンク・ティンク                                 | 照屋林賢   | ユーロスペース                  |
| 1995年 | ただひとたびの人                                   | 加藤哲     | TAKE1                           |
| 1996年 | もうひとつ人生                                     | 小池征人   | シグロ                          |
| 1996年 | ティンク・ティンク                                 | 照屋林賢   | BOX OFFICE                      |
| 1996年 | 絵の中のぼくの村                                   | 東陽一     | シグロ                          |
| 1997年 | いさなのうみ                                       | 日垣一博   | ピターズ・エンド                |
| 1997年 | 鍛金 奥山峰石のわざ（協力）                        | 松川八州雄 | ―                               |
| 1998年 | 鯨捕りの海                                         | 梅川俊明   | シグロ                          |
| 2000年 | ボクの、おじさん THE CROSSING                      | 東陽一     | SIGLO                           |
| 2000年 | もうひとつの人生                                   | 小池征人   | シグロ                          |
| 2001年 | 花子                                               | 佐藤真     | シグロ                          |
| 2001年 | 東京ハレンチ天国さよならのブルース（録音協力）     | 本田隆一   | ビターズ・エンド                |
| 2002年 | アレクセイと泉                                     | 本橋成一   | サスナフィルム                  |
| 2002年 | 釣りバカ日誌13 ハマちゃん危機一髪!                 | 本木克英   | 松竹                            |
| 2002年 | チョムスキー9.11 Power and Terror（音声）          | ―          | シグロ                          |
| 2004年 | 誰も知らない                                       | 是枝裕和   | シネカノン                      |
| 2004年 | ULTRAMAN                                           | 小中和哉   | 松竹                            |
| 2005年 | 誰がために                                         | 日向寺太郎 | パル企画                        |
| 2005年 | ガラスの使途                                       | 金守珍     | プログレッシブピクチャーズ      |
| 2006年 | 花よりもなほ                                       | 是枝裕和   | 松竹                            |
| 2006年 | エドワード・サイード OUT OF PLACE（整音）          | 佐藤真     | シグロ                          |
| 2006年 | ナミイと唄えば                                     | 本橋成一   | サスナフィルム                  |
| 2006年 | 黒帯KURO-OBI                                       | 長崎俊一   | クロックワークス                |
| 2007年 | チョンおばさんのクニ（整音）                       | 班忠義     | シグロ                          |
| 2007年 | ゲゲゲの鬼太郎                                     | 本木克英   | 松竹                            |
| 2007年 | 追悼のざわめき（デジタルリマスター版）（録音協力） | 松井良彦   | 安岡フィルムズ                  |
| 2007年 | 歩いても 歩いても                                  | 是枝裕和   | シネカノン                      |
| 2008年 | 西の魔女が死んだ                                   | 長崎俊一   | アスミック・エース              |
| 2008年 | 蛇にピアス                                         | 蜷川幸雄   | ギャガ                          |
| 2008年 | バオバブの記憶                                     | 本橋成一   | サスナフィルム                  |
| 2009年 | 空気人形                                           | 是枝裕和   | アスミック・エース              |
| 2010年 | ViVA! Kappe ビバ!カッペ                            | 植田尚     | ブランディング&プロデューサーズ |
| 2010年 | オカンの嫁入り                                     | 呉美保     | 角川映画                        |
| 2010年 | 心中天使                                           | 一尾直樹   | マコトヤ                        |
| 2011年 | 少女たちの羅針盤                                   | 長崎俊一   | クロックワークス                |
| 2011年 | 冬の日                                             | 黒崎博     | コ・フェスタPAO事務局           |
| 2011年 | 奇跡                                               | 是枝裕和   | ギャガ                          |
| 2013年 | そして父になる                                     | 是枝裕和   | ギャガ                          |
| 2015年 | 海街diary                                          | 是枝裕和   | ギャガ                          |
| 2016年 | 探偵ミタライの事件簿 星籠の海                      | 和泉聖治   | 東宝                            |
| 2016年 | 海よりもまだ深く                                   | 是枝裕和   | ギャガ                          |
| 2016年 | いしぶみ                                           | 是枝裕和   | ギャガ                          |

## 主な受賞
- 日本映画・テレビ録音協会録音賞（2004年）
- 第59回毎日映画コンクール録音賞（2004年）
- 第37回日本アカデミー賞優秀録音賞（2013年、『そして父になる』）[2]
- 文化庁映画賞（2022年）[3]